# Fulard

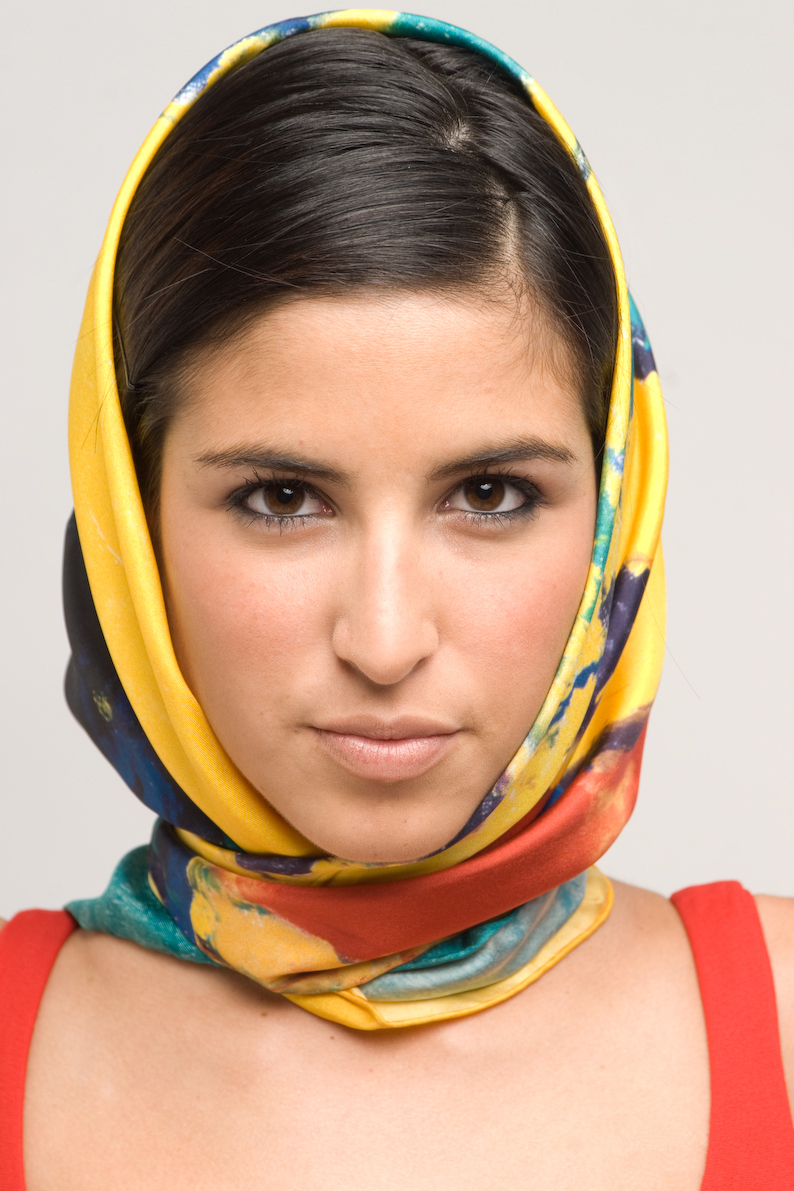
Foulard de seda de la Maison Casol fet a Lió.

Un fulard (traduït del francès, foulard, 'mocador') és una peça de vestir que es porta com a accessori de moda. És un teixit fi que es porta lligat en el coll o al cap.
El fulard d'antany ha estat la lligadura femenina més simple, que tapant parcialment els cabells, ofereix una imatge de pudor i de modèstia. En els anys mil nou-cents seixanta, un creador italià, Emilio Pucci, va fabricar els fulards en seda amb motius de colors vius. El seu exemple va ser seguit ràpidament per nombrosos fabricants: Hermès, Versace, etc. A França, la vila dels fulards de seda és a Lió, amb una indústria local present del segle xvi ençà. André Claude Canova és un dels creadors lionesos de seda que ho continua fent de manera tradicional a ma. La princesa Grace Kelly de Mònaco va ser reconeguda per ser una admiradora d'aquests complements de seda.

## Curiositats
- Solia ser usada pels joglars principiants per a aprendre els moviments més fàcilment. Es troba igualment com a accessori en les interpretacions dels mags i prestidigitadors.
- Un joc perillós d'estrangulació practicat per nens es diu Joc de l'asfíxia, que en francès rep el nom de Jeu du foulard.
- És també un element d'identitat i diferenciació entre les diferents unitats de l'escoltisme, com a part del seu uniforme.
- D'ençà de la primeria del segle xxi, el mot s'usa per a designar un tros llarg de tela que serveix com portanadons. Solen ser teixits a mà i mesuren de 60 a 80 cm d'ample entre 2 i 6 metres de llarg.